# Marie-Madeleine Jodin
Marie-Madeleine Jodin, née le 27 juin 1741 à Paris où elle est morte en 1790, est une actrice et philosophe féministe française.

## Biographie
Fille du maître-horloger genevois d'origine huguenote Jean Jodin et de Madeleine Dumas Lafauzes, née en 1705, épousée le 23 aout 1734, son père avait quitté, en 1732, Genève pour Paris, où il avait terminé sa formation en horlogerie. Ayant monté sa propre entreprise, en 1734, il dut par la suite travailler pour d’autres maitres horlogers, dont Baillon de Fontenay dont il dirigea la manufacture de 1748 à 1757, après que le titre de maitre-horloger lui fut, de prime abord, refusé à Paris. Sa situation financière est longtemps restée difficile et mouvementée.
En 1750, âgée de neuf ans, Marie-Madeleine fut poussée à se convertir au catholicisme pour ne pas faire partie des étrangers calvinistes en France. Placée sous la garde de sa tante Marie Jodin, celle-ci la scolarisa dans six monastères différents qu’elle quitta tous.
Après la mort prématurée de son père à qui Denis Diderot avait demandé de contribuer à l'Encyclopédie, la tutelle de Marie-Madeleine fut attribuée à son oncle paternel, Pierre Jodin, mais c’est l’homme de lettres qui hérita, dans une certaine mesure, de la tutelle intellectuelle de la jeune fille avec qui il entretint, de 1765 à 1769, une correspondance intensive où il lui prodiguait des conseils réguliers et des enseignements moraux, qui n’eurent cependant pas le résultat souhaité chez la jeune adolescente. Celle-ci en vint, pour diverses raisons, en conflit avec la police des mœurs, entre autres, pour fait de prostitution à laquelle elle et sa mère après la mort de Jean Jodin et la pauvreté qui en résulta. En novembre 1761, âgée de vingt ans, elle fut internée, avec sa mère, à la prison pour femmes de la Pitié-Salpêtrière.
Cette expérience a influencé la formation de ses idées futures sur les droits de la femme. Ainsi elle s’employa à faire supprimer la pratique de la prostitution en public et à ce que les prostituées n’aient plus se justifier de leur conduite  devant la police des mœurs. Elle était pour l’institution d’une juridiction séparée pour les femmes qui ait compétente dans la résolution des conflits familiaux. Elle préconisait également la création de foyers pour les femmes dans le besoin et le droit au divorce.
Elle eut une carrière mouvementée d’actrice qui l’amena de Paris à Varsovie, Dresde, Bordeaux (1768-1769), Londres, Angers et Paris. À Dresde, elle eut une liaison avec Werner von der Schulenburg (1736-1810), l’ambassadeur du Danemark à la cour de Saxe, qui lui causa des difficultés avec les autorités locales.

## Publications
- Vues législatives pour les femmes, adressées à l’Assemblée nationale, Angers, Mame, 1790, 86 p., 19 cm.
- Lettres à Mademoiselle Jodin.